# Störkraft
Störkraft var en tysk främlingsfientlig ("Rechtsrock") musikgrupp bildad 1987/1988, och som upplöstes i mitten av 1990-talet.

## Medlemmar
- Jörg Petritsch – sång
- Volker Grüner – gitarr
- Stefan Rasche – basgitarr
- Steven Martin – slagverk
- Michael Devers – slagverk

## Diskografi (urval)
Studioalbum
- Dreckig, kahl und hundsgemein (1989)
- Mann für Mann (1990)
- Wikinger (1996)
- Deutschlands Könige (2019)

Livealbum
- Live 15.12.90 Stuttgart (1990)
- Live 1991 (1991)